# Кервін Андраде
Кервін Андраде (ісп. Kervin Andrade; нар. 13 квітня 2005, Пуерто-Ордас) — венесуельський футболіст, нападник бразильського клубу «Форталеза» та національної збірної Венесуели. Виступав також за клуб «Депортіво Ла Гвайра».

## Клубна кар'єра
Кервін Андраде народився 2005 року в місті Пуерто-Ордас, та є вихованцем футбольної школи клубу «Депортіво Ла Гвайра». Дорослу футбольну кар'єру розпочав 2021 року в основній команді того ж клубу, в якій грав до 2023 року, взявши участь у 55 матчах чемпіонату. У вересні 2022 року газета «The Guardian» назвала Кервіна Андраде одним із найкращих футболістів 2005 року народження у світі.
З 2023 року Андраде грає у складі бразильського клубу «Форталеза». Станом на 29 жовтня 2024 року відіграв за команду з Форталези 10 матчів в національному чемпіонаті.

## Виступи за збірні
З 2023 року Кервін Андраде залучається до складу молодіжної збірної Венесуели. На молодіжному рівні зіграв у 3 офіційних матчах.
У 2024 році Кервін Андраде дебютував у складі національної збірної Венесуели. У складі збірної був учасником розіграшу Кубка Америки 2024 року у США. Станом на кінець жовтня 2024 року зіграв у складі національної збірної 3 матчі, в яких забитими м'ячами не відзначився.